# Adioukrou jezik
Adioukrou jezik (adjukru, adyoukrou, adyukru, ajukru; ISO 639-3: adj), jedan od tri agneby jezika, šire skupine nyo, kojim govori 100 000 ljudi (1999 SIL) iz plemena Adioukrou u 49 sela u Obali Slonovače u departmanu Dabou.
Služi se latiničnim pismom.

## Vanjske poveznice
- Language Encyclopedia: Adioukrou
- Ethnologue (14th)
- Ethnologue (15th)